# Deutscher Spiele Preis
Deutscher Spiele Preis – prestiżowa nagroda przyznawana w dziedzinie gier planszowych. Wyniki są ogłaszane w październiku podczas targów gier Spiel w Essen. Podczas gdy nagroda Spiel des Jahres jest często przyznawana grom rodzinnym, Deutscher Spiele Preis otrzymują bardziej złożone gry.

## Laureaci
Na podstawie oficjalnej strony nagrody
| Rok  | Tytuł gry                                        | Autor                            | Wydawca Pierwszy wydawca w Polsce (rok wydania)                      |
| ---- | ------------------------------------------------ | -------------------------------- | -------------------------------------------------------------------- |
| 1990 | (niem.) Adel verpflichtet                        | Klaus Teuber                     | F.X. Schmid                                                          |
| 1991 | (niem.) Das Labyrinth der Meister                | Max J. Kobbert                   | Ravensburger                                                         |
| 1992 | (niem.) Der Fliegende Holländer                  | Klaus Teuber                     | Parker Brothers                                                      |
| 1993 | (niem.) Modern Art (gra)                         | Reiner Knizia                    | Hans im Glück                                                        |
| 1994 | (pol.) 6. bierze!                                | Wolfgang Kramer                  | Amigo G3 (2008)                                                      |
| 1995 | (pol.) Osadnicy z Catanu                         | Klaus Teuber                     | Franckh-Kosmos-Verlag Galakta (2005)                                 |
| 1996 | (niem.) El Grande                                | Wolfgang Kramer Richard Ulrich   | Hans im Glück                                                        |
| 1997 | (niem.) Löwenherz                                | Klaus Teuber                     | Goldsieber                                                           |
| 1998 | (pol.) Eufrat i Tygrys                           | Reiner Knizia                    | Hans im Glück Lacerta (2007)                                         |
| 1999 | (pol.) Tikal                                     | Wolfgang Kramer Michael Kiesling | Ravensburger Egmont (2015)                                           |
| 2000 | (niem.) Tadsch Mahal                             | Reiner Knizia                    | Alea                                                                 |
| 2001 | (pol.) Carcassone                                | Klaus-Jürgen Wrede               | Hans im Glück Albi (2001)                                            |
| 2002 | (pol.) Puerto Rico                               | Andreas Seyfarth                 | Alea Lacerta (2007)                                                  |
| 2003 | (niem.) Amun-Re                                  | Reiner Knizia                    | Hans im Glück                                                        |
| 2004 | (niem.) Sankt Petersburg                         | Bernd Brunnhofer                 | Hans im Glück                                                        |
| 2005 | (niem.) Louis XIV                                | Rüdiger Dorn                     | Alea                                                                 |
| 2006 | (pol.) Caylus                                    | William Attia                    | Ẏstari Games hobbity.eu                                              |
| 2007 | (pol.) Filary Ziemi                              | Michael Rieneck Stefan Stadler   | Kosmos Galakta (2007)                                                |
| 2008 | (pol.) Agricola                                  | Uwe Rosenberg                    | Lookout Games Lacerta (2008)                                         |
| 2009 | (niem.) Dominion                                 | Donald X. Vaccarino              | Hans im Glück Bard                                                   |
| 2010 | (niem.) Fresko                                   | Marco Ruskowski Marcel Süßelbeck | Queen Games                                                          |
| 2011 | (pol.) 7 cudów świata                            | Antoine Bauza                    | Repos Production Rebel (2010)                                        |
| 2012 | (pol.) Pokolenia                                 | Inka Brand Markus Brand          | eggertspiele/Pegasus Spiele hobbity.eu (2012)                        |
| 2013 | (pol.) Terra Mystica                             | Helge Ostertag Jens Drögemüller  | Feuerland Spiele Bard/MINDOK (2013)                                  |
| 2014 | (pol.) Rosyjskie Koleje                          | Helmut Ohley Leonhard Orgler     | Hans im Glück Bard/MINDOK (2014)                                     |
| 2015 | (pol.) Marco Polo                                | Daniele Tascini Simone Luciani   | Hans im Glück Albi (2015)                                            |
| 2016 | (pol.) Mombasa                                   | Alexander Pfister                | eggertspiele/Pegasus Spiele Lacerta (2016)                           |
| 2017 | (pol.) Terraformacja Marsa                       | Jacob Fryxelius                  | Schwerkraft-Verlag Rebel (2016)                                      |
| 2018 | (pol.) Azul                                      | Michael Kiesling                 | Plan B Games Lacerta (2018)                                          |
| 2019 | (pol.) Na skrzydłach                             | Elizabeth Hargrave               | Stonemaier Games Rebel (2019)                                        |
| 2020 | (pol.) Załoga: W poszukiwaniu dziewiątej planety | Thomas Sing                      | Kosmos Galakta (2020)                                                |
| 2021 | (pol.) Zaginiona wyspa Arnak                     | Michaela Štachová Michal Štach   | Czech Games Edition/HeidelBÄR Games Czech Games Edition/Rebel (2020) |
| 2022 | (pol.) Ark Nova                                  | Mathias Wigge                    | Feuerland Spiele Portal Games (2022)                                 |